# Radiotopogiro
Radiotopogiro è stata una trasmissione radiofonica itinerante di Radio Rai, andata in onda sulle frequenze di Radio 2 il sabato pomeriggio dalle ore 14.00 alle ore 16.30, dal 7 ottobre del 1995 al 29 giugno del 1996, per un totale di 38 puntate e scritta da Simone Stenti con Pier Giorgio Ruggeri.
Condotta da Francesco Salvi (era suo il personaggio di Ivano, l'astronauta russo-bresciano) in compagnia di Margherita Antonelli (la Sciura Sofia), Francesco Foti (Ciro), Graziella La Rosa (Fides/Professoressa Maria Teresa Battaglia), Pier Giorgio Ruggeri (Pg, l'inviato imbranato) e Luca Simonetta Sandri (Pierpa), per la regia di Donato Rivetta.
La trasmissione ha toccato le seguenti località:
- 7 ottobre 1995 - In studio a Milano
- 14 ottobre - ???
- 21 ottobre - Aosta
- 28 ottobre - Castell'Arquato
- 4 novembre - Scarperia
- 11 novembre - ???
- 18 novembre - Roma
- 25 novembre - Disneyland Paris
- 2 dicembre - Sorrento
- 9 dicembre - Milano
- 16 dicembre - Ferrara
- 23 dicembre - Bressanone
- 30 dicembre - Genova
- 6 gennaio 1996 - Galatina
- 13 gennaio - Campli
- 20 gennaio - Castello di Fiemme
- 27 gennaio - Viareggio
- 3 febbraio - Macugnaga
- 10 febbraio - Offagna
- 17 febbraio - Folgarida
- 24 febbraio - Cosenza
- 2 marzo - Milano
- 9 marzo - Brindisi
- 16 marzo - Greccio
- 23 marzo - Bisegna
- 30 marzo - Ponte di Legno
- 6 aprile - Gropparello
- 13 aprile - Bologna
- 20 aprile - Padova
- 27 aprile - Torino
- 4 maggio - Ossi
- 11 maggio - Forni di sopra
- 18 maggio - Mogliano Veneto
- 25 maggio e 1º giugno - Sestri Levante
- 8 giugno - Disneyland Paris
- 15 giugno - Vernante
- 22 giugno - Castell'Arquato
- 29 giugno - Milano